# بن عكنون
بلدية بن عكنون، إحدى بلديات ولاية الجزائر تابعة لدائرة بوزريعة

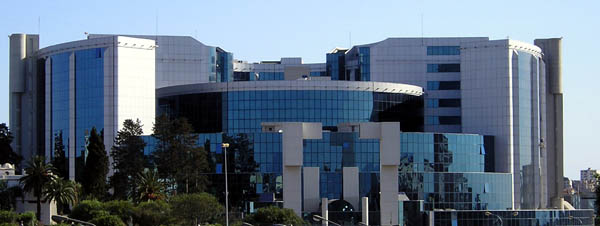
مقر وزارة المالية الجزائرية ببن عكنون.

.

## جغرافيا
| الأبيار | بوزريعة |              |
| الأبيار | إسم ؟   | دالي إبراهيم |
|         | حيدرة   | العاشور      |

## أعلام
- أمقران وليكان

## مواضيع ذات صلة
- تاريخ ولاية الجزائر
- بلديات ولاية الجزائر
- دوائر ولاية الجزائر